# Casandra
În mitologia greacă, Casandra (în greacă Κασσάνδρα, Kassándra) era fiica lui Priam și a Hecubei, sora geamănă a lui Helenus⁠(d). Casandra și familia sa fuseseră legendarii locuitori și conducători ai orașului stat Troiei, distrus de greci.

## Darul lui Apollo
Zeul Apollo, îndrăgostit de ea, i-a promis să îi ofere darul de a prezice viitorul cu condiția de a accepta să i se dăruiască. Casandra a acceptat și a primit lecțiile zeului, dar odată instruită nu și-a mai ținut promisiunea. Atunci Apollo a blestemat-o ca nimeni să nu creadă profețiile ei.
Casandra era, în general, o prezicătoare inspirată, ca Pitia și Sibila. Zeul o lua în posesie, iar ea exprima oracolele în delir. Profețiile Casandrei sunt menționate în fiecare din momentele importante ale întâmplărilor de la Troia: la venirea lui Paris (care nu era cunoscut atunci sub adevărata lui identitate), ea a prezis că acel tânăr avea să aducă ruina cetății. Mai târziu, când Paris s-a întors cu Elena, ea a prezis că acea răpire va duce la distrugerea Troiei. Ea a fost prima care a știut că, după moartea lui Hector și solia lui Priam se va întoarce cu trupul fiului său. 

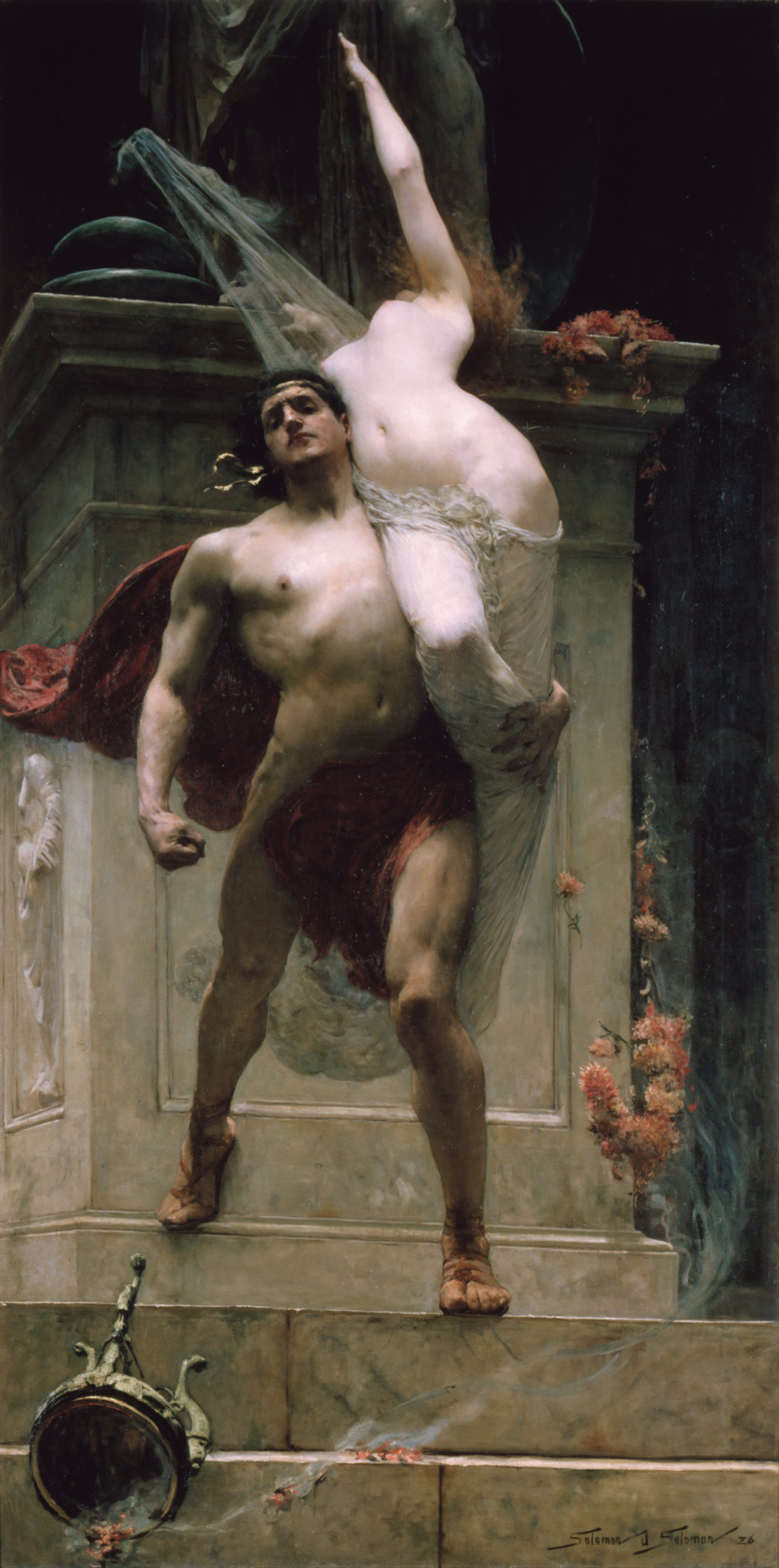
Aiax și Casandra de Solomon Joseph Solomon

S-a opus din toate puterile, fiind susținută de prezicătorul Laocoon, ideii de a introduce în cetate calul de lemn lăsat de greci pe plajă, cunoscut sub numele de Calul troian. I se mai atribuie și alte profeții, privind soarta troienilor făcuți prizonieri după cucerirea cetății și destinul viitor al neamului lui Enea. Însă la fiecare din prezicerile ei, nu a fost crezută. În timpul devastării Troiei, ea însăși s-a refugiat în templul Athenei, dar a fost urmărită de Aiax, fiul lui Oileu. Casandra a îmbrățișat statuia zeiței, dar Aiax a smuls-o, zdruncinând statuia din soclu. În fața acestui sacrilegiu, grecii au vrut să-l ucidă pe Aiax, dar acesta și-a găsit refugiul în templul pe care tocmai îl insultase.